# 戴之儁
戴之儁（？—1647年5月19日（永曆元年四月十六日）），字務醫，蘇州府吳縣人，南明政治、軍事人物。

## 生平
戴之儁自諸生出身，和周謙跟隨吳昜起兵；他出資招募水師自成一旅，獲授監紀推官，遷任監軍御史，和獲授參將的周謙收復嘉善。長白盪戰敗後，周大佩、徐文龍在洞庭山被抓拿殺害，他和周謙與陸炯假裝投降吳勝兆，教唆其投靠舟山，與陳子龍收復南京。吳勝兆命戴之儁與李枝芳招攬泖湖兵馬，被詹世勳破壞；永曆元年（1647年）四月十六日，他和吳勝兆被擒獲審訊，與詹世勳同謀遭殺死，他的母親某氏、妻子康氏一同遇害，而詹世勳則遭戮殺。

## 引用
1. 1 2  錢海岳《南明史·卷四十六·列傳第二十二》：戴之儁，字務醫；周謙，字長吉，吳縣人。皆諸生。從易起兵，之儁出家資募水師自成一旅。授監紀推官，遷監軍御史。謙授參將，舟師出沒蘆墟、長白蕩間，斬獲多。復嘉善，功最。
2. ↑  錢海岳《南明史·卷四十六·列傳第二十二》：長白蕩敗，周大佩、徐文龍被執洞庭山死。之儁、謙與陸炯偽降勝兆，教之通舟山，合子龍復南京。勝兆命與李枝芳招泖湖兵，詹世勳敗其事。永曆元年四月十六日，同勝兆被執對簿，承與世勳同謀皆死。之儁母某、妻康同死。世勳戮。